# Òrbita de caixa
En dinàmica estel·lar, una òrbita de caixa (en anglès box orbit) refereix a un tipus particular d'òrbita que pot ser vist en sistemes triaxials, és a dir sistemes que no posseeixen una simetria al voltant de qualsevol del seu eix. Contrasten amb les òrbites de bucle que s'observen en els sistemes de simetria esfèrica i simetria axial.
En una òrbita de caixa, l'estrella oscil·la de forma independent al llarg dels tres eixos diferents a mesura que avança a través del sistema. Arran d'aquest moviment, omple (més o menys) en una regió  en forma de caixa espacial. A diferència de les òrbites de llaç, les estrelles en òrbites de caixa poden venir arbitràriament a prop del centre del sistema. Com a cas especial, si les freqüències d'oscil·lació en diferents direccions són proporcionals, l'òrbita es troba en un col·lector d'una o dues dimensions i pot evitar el centre. Aquestes òrbites de vegades es diuen "boxlets".
|                                 |                                    |                             |
| Començant d'una òrbita de caixa | Molts cicles d'una òrbita de caixa | Una òrbita de caixa tancada |